# Altaarstuk met Christus, Johannes de Doper en Sint-Margaretha
Het altaarstuk met Christus, Johannes de Doper en Sint-Margaretha is een sculptuur in Carrara-marmer uit 1434, gesigneerd door de Italiaanse beeldhouwer Andrea da Giona. Het werk bevindt zich in The Cloisters in New York.
Het altaarstuk werd gebeeldhouwd in opdracht van de ridders van Rhodos, beruchte zwaargewapende zeelieden, die moslimkoopvaardijschepen over de Middellandse Zee najoegen en vaak hun steden plunderden om rijkdom te vergaren.

## Omschrijving
In het midden van het fijngesneden reliëf wordt de figuur van Christus in majesteit omringd door engelen met muziekinstrumenten. In de hoeken staan de symbolen van de vier evangelisten. Links en rechts zijn Johannes de Doper en de heilige Margaretha te zien. Boven hen, in een kleinere versie, staan de aartsengel Gabriël en de maagd Maria uitgebeeld.
Het werk is uitegvoerd in laat-internationale gotische stijl, te zien aan de uitvoering van de plooien in de kleding, de weelderige sieraden en de geïdealiseerde gezichten van de hoofdpersonages.
In de benedenhoek van het middenpaneel staat de inscriptie: HOC OPUS FECIT MAGISTER AND[R]EAS DA GIONA MCCCCXXXIIII (dit werk werd gemaakt door Meester Andrea van Giona 1434).

## Details

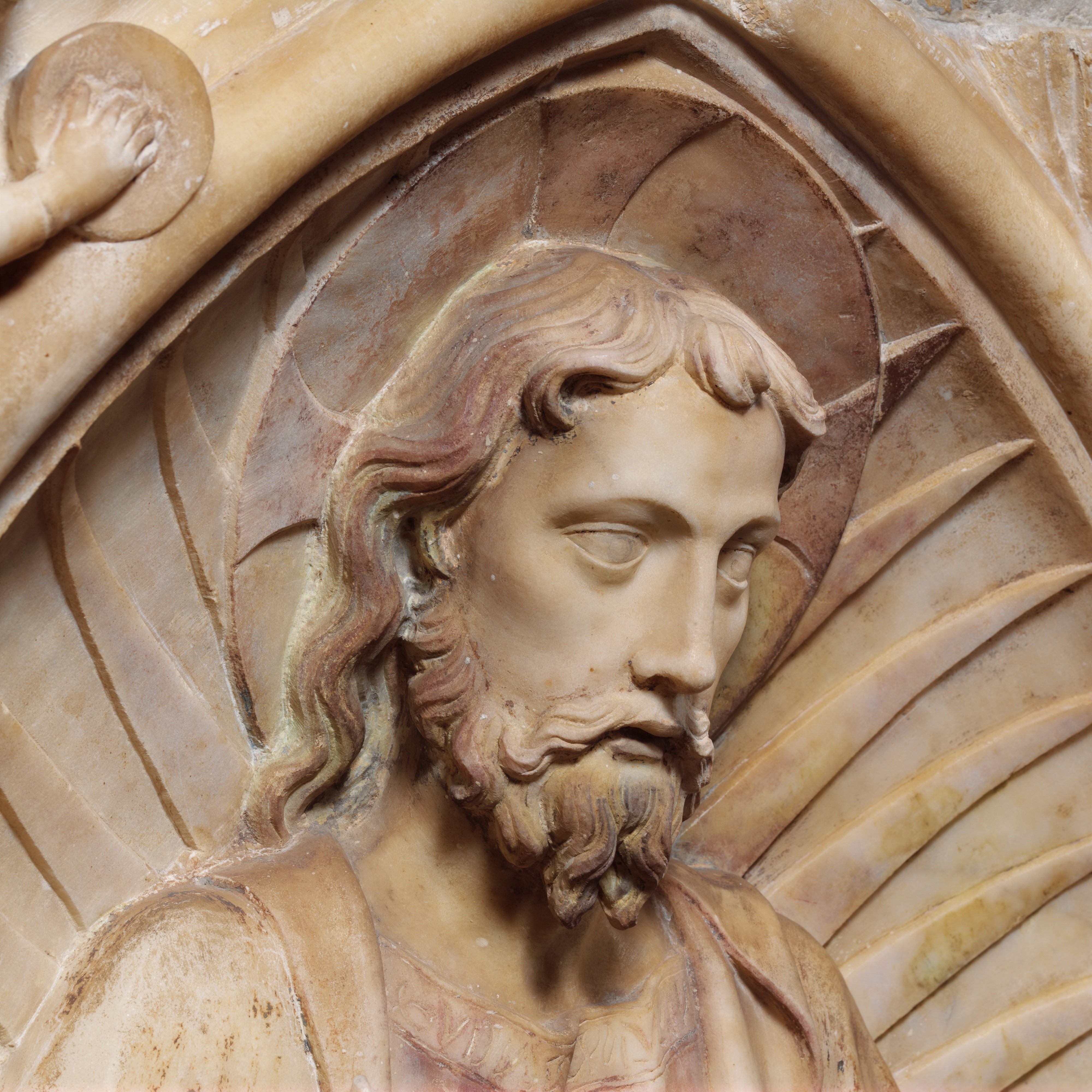
Details van de beeltenis van Christus
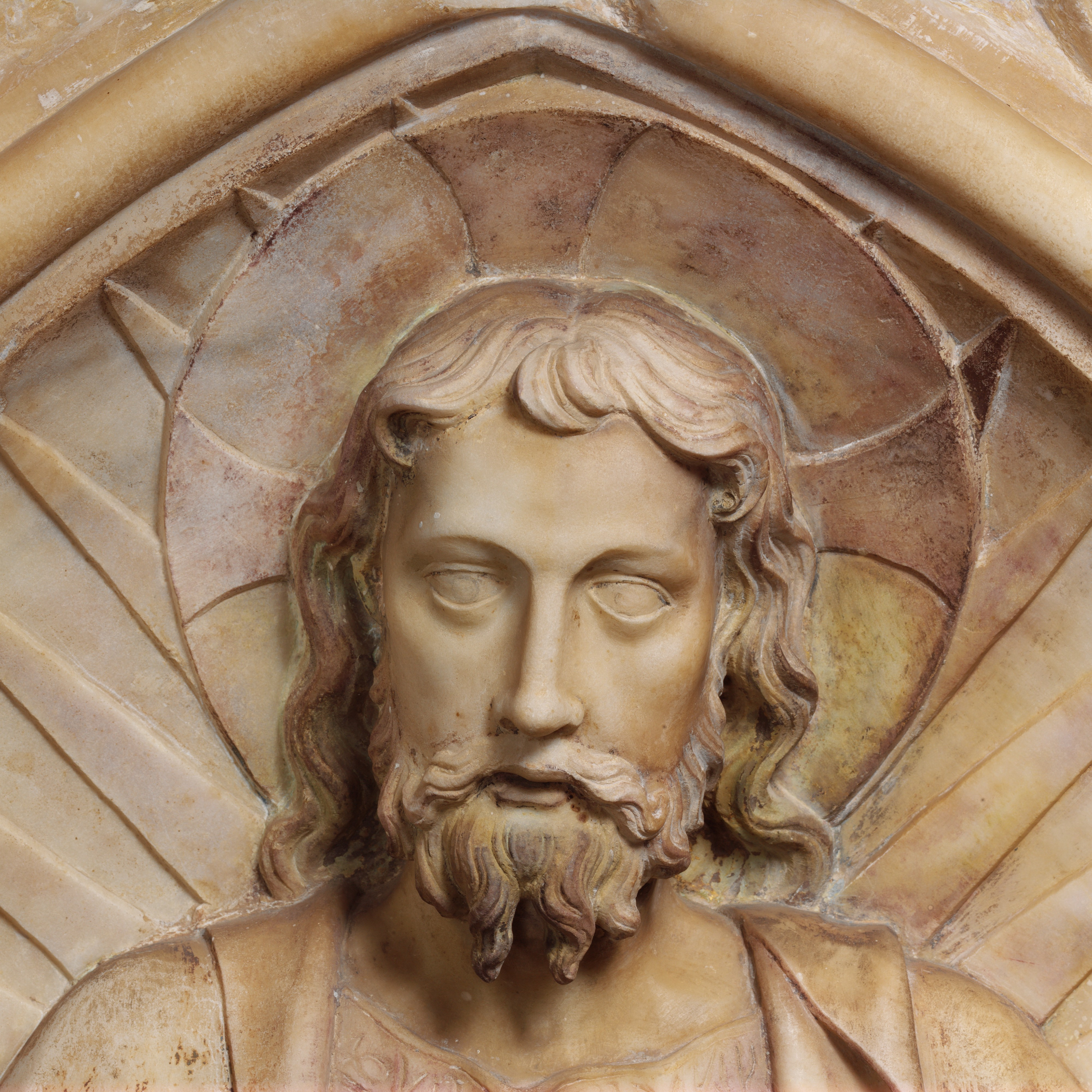
Details van de beeltenis van Christus
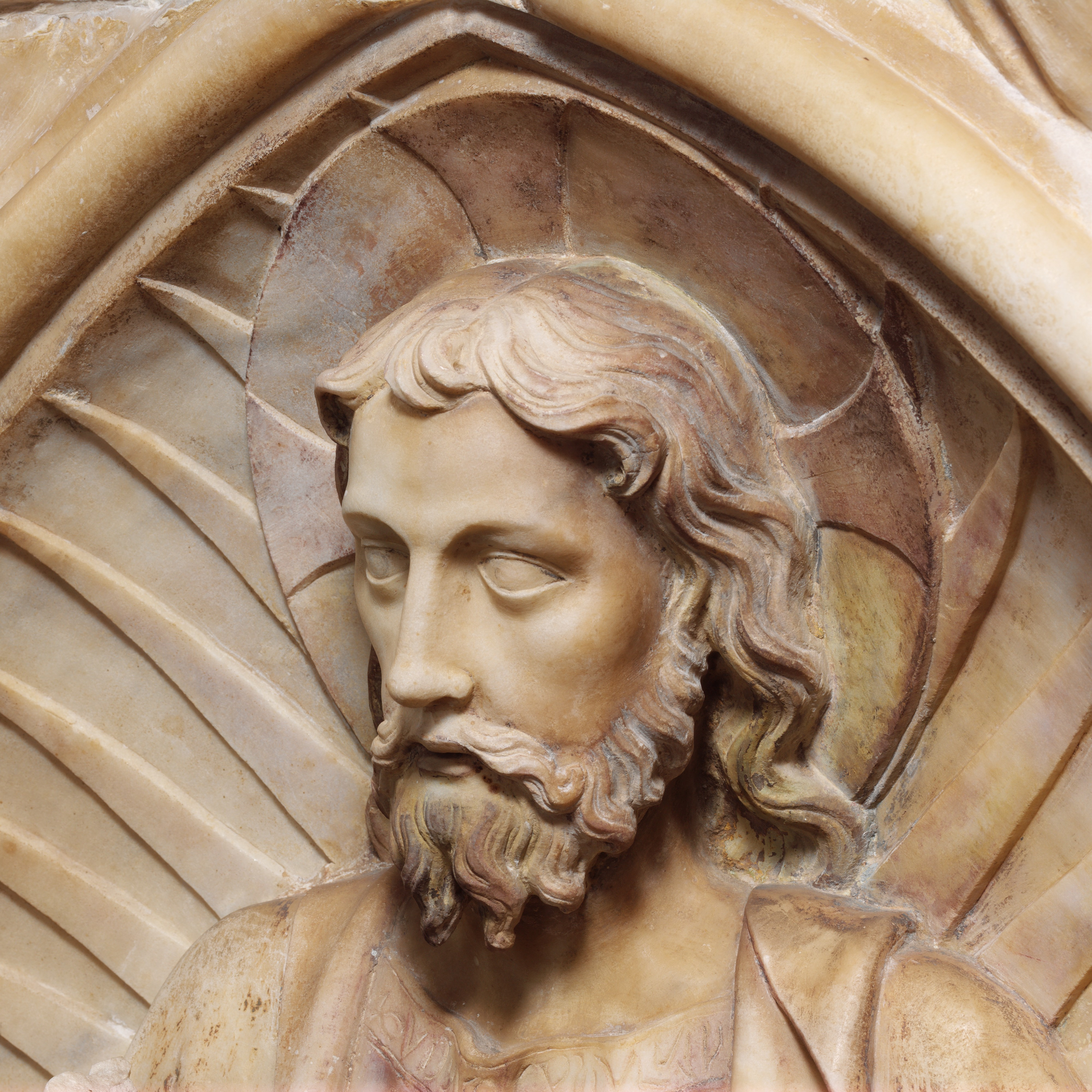
Details van de beeltenis van Christus

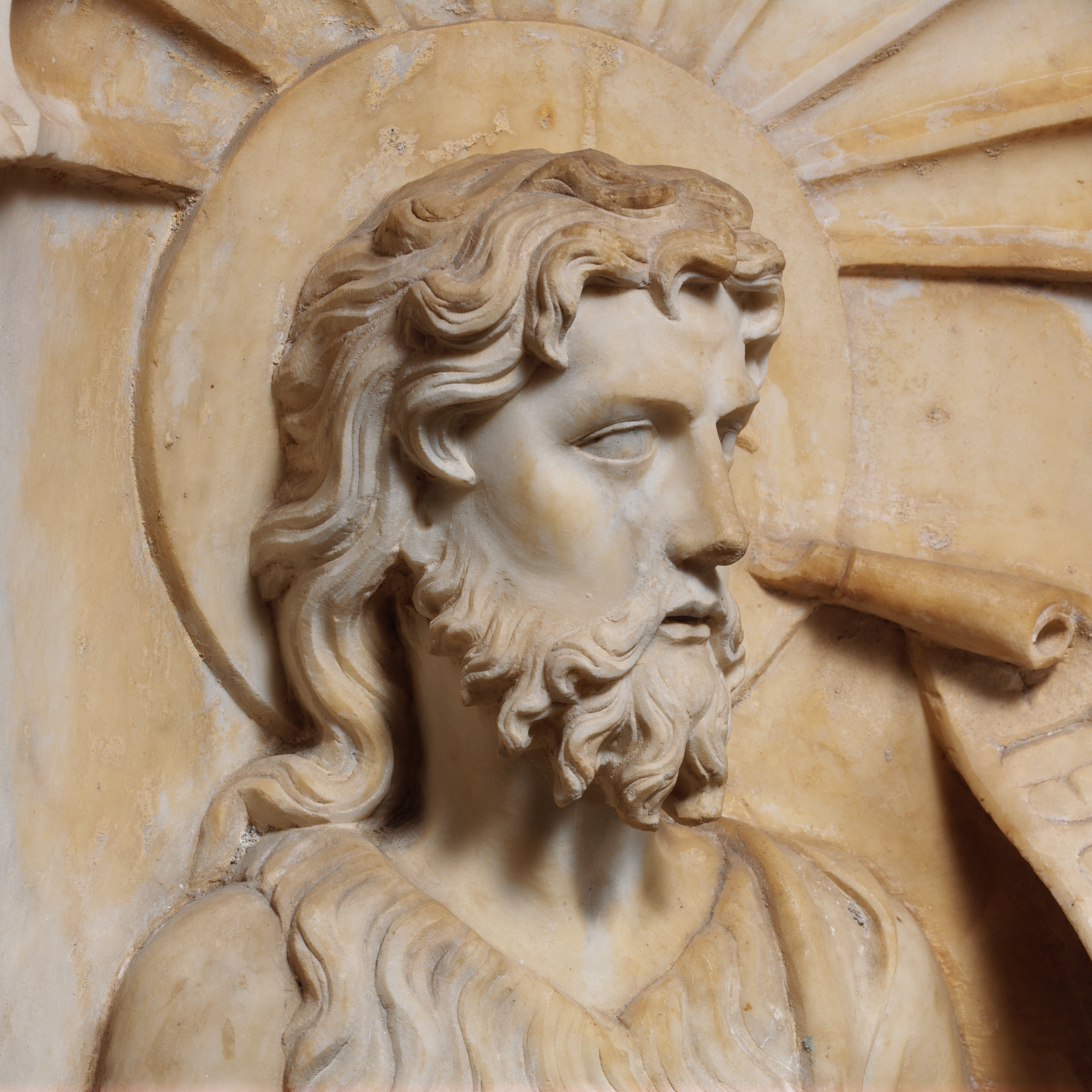
Details van de beeltenis van Johannes de Doper
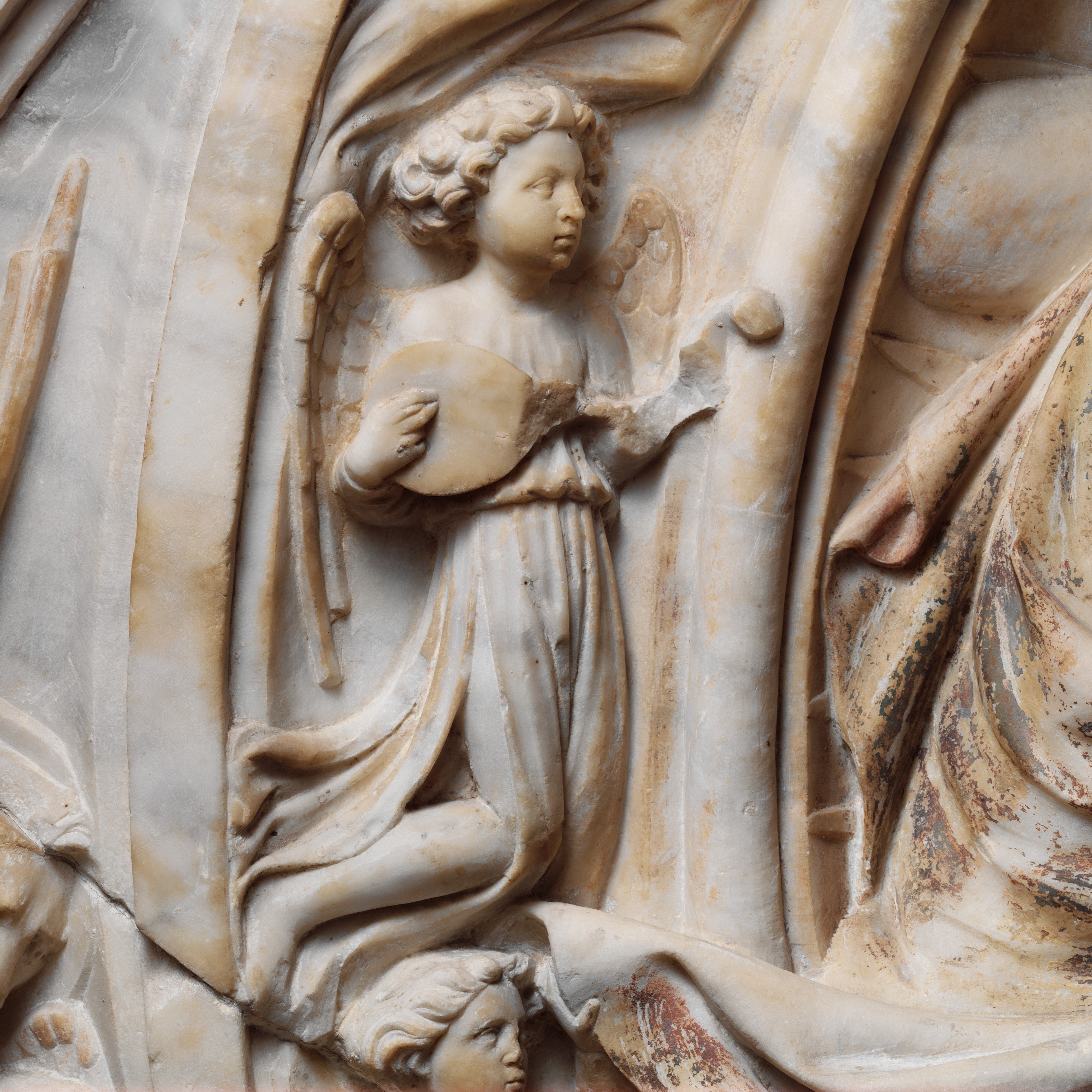
Details van een musicerende engel
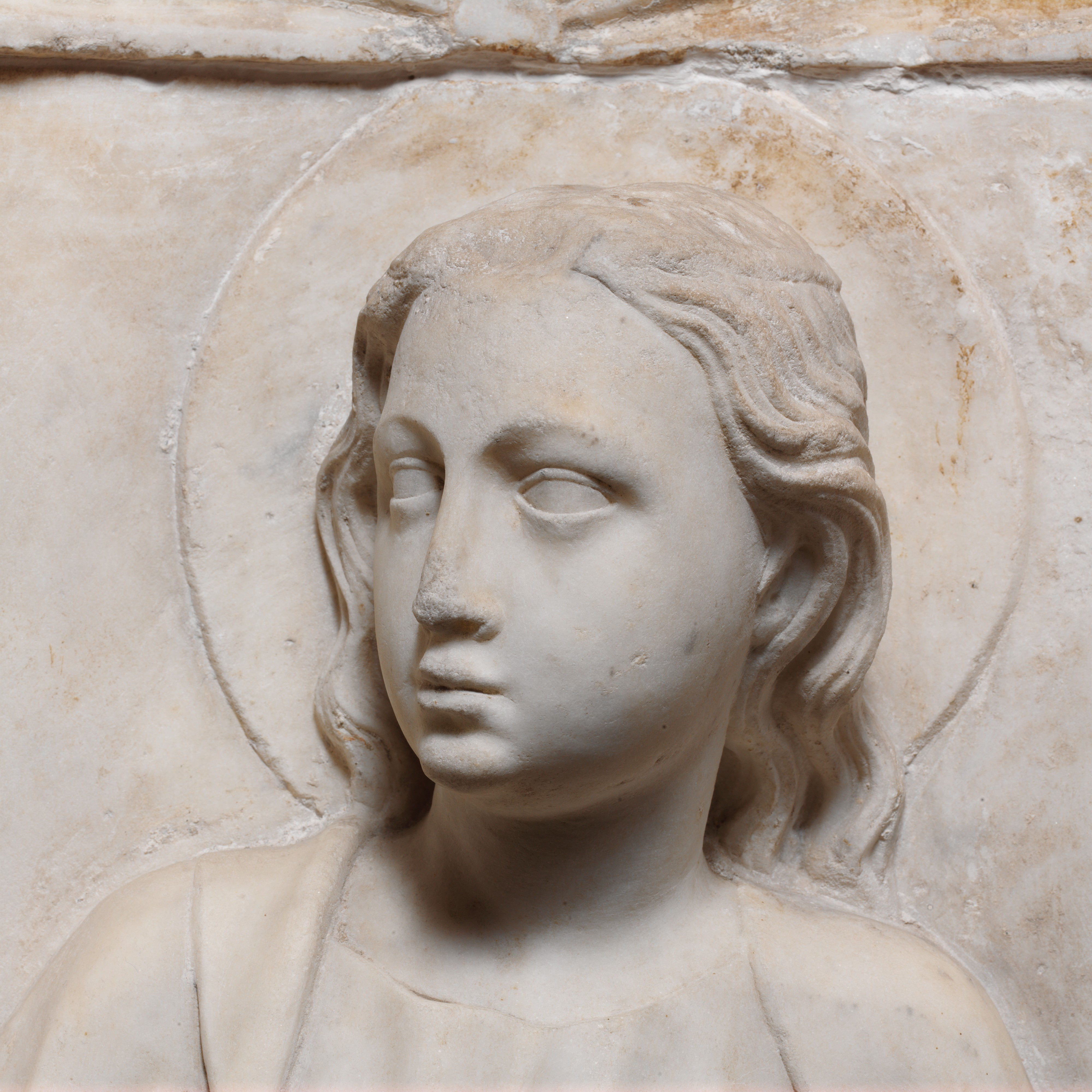
Detail van de beeltenis van Sint-Margaretha